# Menahem Recanati
Menahem ben Benjamin Recanati (em hebraico: מנחם בן בנימין ריקנטי; Recanati, 1223 ou 1250 – Recanati, 1290 ou 1310) foi um rabino italiano e cabalista que screveu sobre cabalá e possui um trabalho halákico.

## Biografia
Muito pouco se sabe sobre a vida de Recanati apenas que era um rabino italiano, cabalista e autoridade halákica, que viveu entre o final do século XIII e início do século XIV. Embora de acordo com a tradição familiar mencionada em Shalshelet ha-Kabbalah, ele teria sido um homem ignorante que milagrosamente se tornou cheio de sabedoria e entendimento.

## Escritos
Recanati escreveu:
- Perush 'Al Ha-Torah, Veneza, 1523. Uma obra cheia de deduções místicas e significados baseados em uma interpretação textual do Tanak; descreve muitas visões e revelações celestes alegadas como tendo sido experimentadas pelo autor, que foi cegado por ideias cabalísticas e expressa o mais alto respeito por todos os autores cabalísticos, mesmo os mais recentes apócrifos. O trabalho foi traduzido para o latim por Pico di Mirandola.
- Taamei ha-Mitzvot e Perush ha-Tefillot. Publicados em conjunto; Constantinopla, 1544; Basileia, 1581. Assim como o trabalho anterior estão fortemente tingidos do misticismo alemão.
- Pikei Halakhot o único trabalho halákico. Bolonha, 1538.

Ele raramente é original, citando quase sempre outras autoridades. Recanati cita frequentemente rabino Azriel; Jacob ben Sheshet Gerondi; Asher ben Davi; José Gikatilha; Moisés ben shem Tov de Leon; Judá he-Hasid de Regensburg, Eleazar de Worms e seus discípulos, também faz alusão à cabalistas espanhóis, entre eles Nahmanides. Embora Recanati tivesse uma alta reputação de santidade, exerceu menos influência sobre seus contemporâneos do que sobre a posteridade. Para ajudá-lo em suas pesquisas cabalísticas, ele estudou lógica e filosofia; e ele se esforçou em apoiar a cabalá por argumentos filosóficos.
A parte original do trabalho de Recanati está no manuscrito Ta'amei ha-Mitzvot, na qual Recanati lida com o problema da natureza das Sefirot. De acordo com Recanati, as Sefirot não são a essência de Deus, mas revestimentos nos quais Deus se envolve e instrumentos através dos quais Ele age.

## Influência
Um extrato inteiro de Ta'amei ha-Mitzvot é citado por Judá Hayyat em seu comentário Ma'arekhet ha-Elohut, e em relação a estas questões outros cabalistas do século XVI referem-se ao seu ponto de vista de Recanati, a saber; Isaac Mor Ḥayyim, Elhanan Sagi Nahor, Solomon Alkabeẓ e Moisés Cordovero. Mesmo aqueles que se opõem à sua teoria referem-se a ele com admiração e respeito, com a exceção de David Messer Leon, que o ataca duramente em Magen David. Dois comentários foram escritos sobre "Perush 'Al Ha-Torah" durante o século XVI; um por Mattathias Delacrut; e por Mordecai Jaffe.